# Neoopisthopterus
Neoopisthopterus là một chi cá thuộc nhóm cá bẹ có kích thước rất nhỏ, trước đây xếp trong họ Cá trích (Clupeidae), nhưng gần đây được xếp lại trong họ Cá bẹ (Pristigasteridae). Hiện tại thì chi này chỉ ghi nhận có 2 loài và tất cả đều phân bố ở vùng nước nhiệt đới Tây bán cầu, trong đó có 01 loài phân bố tại vùng biển Cuba.

## Các loài
- Neoopisthopterus cubanus Hildebrand, 1948 (Cuban longfin herring)
- Neoopisthopterus tropicus (Hildebrand, 1946) (Tropical longfin herring)